# シャウティングチキン

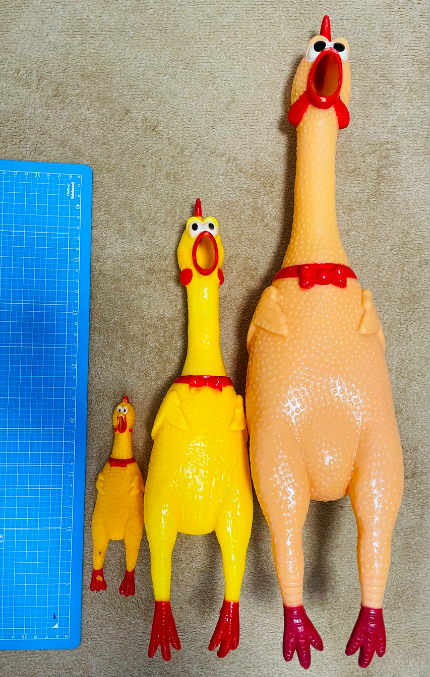
様々なサイズのシャウティングチキン

シャウティングチキン（Shouting chicken）、別名ラバーチキン（Rubber chicken、英語版） は、胴体を押すとニワトリのような鳴き声をあげる玩具である。ゴムやラテックス、PVCといった素材で製造される。羽毛をむしられた雄鶏で、しばしば首元にリボン付きのチョーカーがあしらわれたデザインが採用される。

## 名称
シャウティングチキン、ラバーチキンのほか、様々な名称で呼ばれている。一例として、Amazonや楽天等のECサイト、Youtube等の動画配信サービスの投稿等で使用される名称を以下に挙げる。
- シャウティングチキン（Shouting chicken）
- ラバーチキン（Rubber chicken）
- びっくりチキン（Shrilling chicken）
- 絶叫ニワトリ（Screaming chicken）
- ガーガーチキン
- 黄色い鳥
- Plastic chicken

## 発声の仕組み

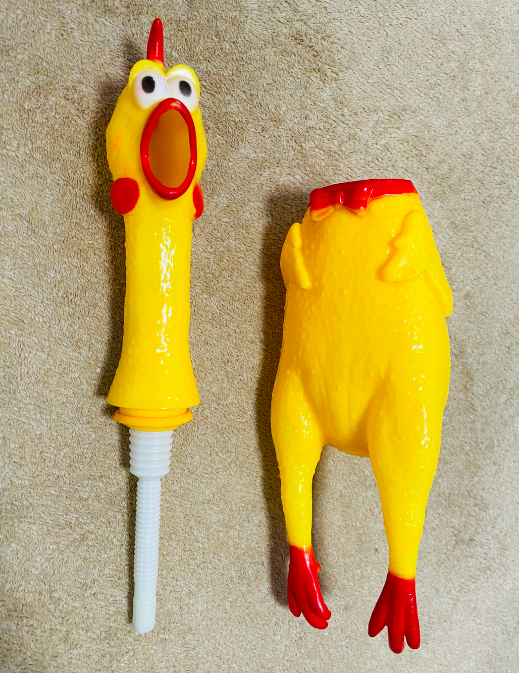
首と胴体を分離したシャウティングチキン首から伸びた白色の筒の先端部分（喉）にリードが取り付けられている

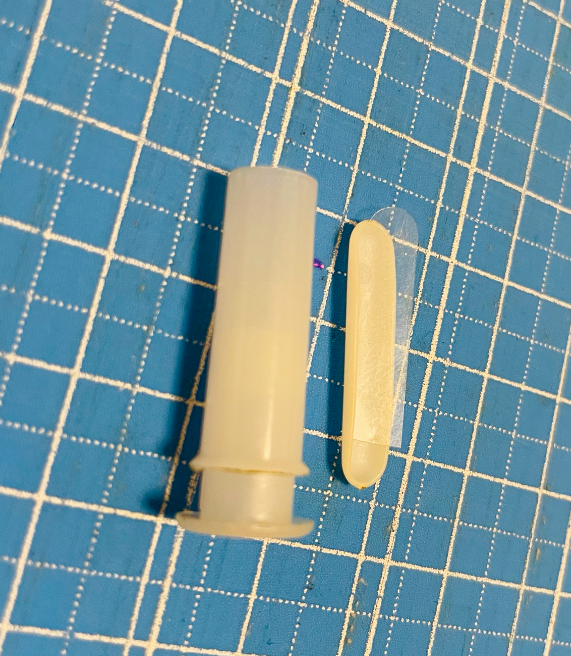
シャウティングチキンの喉部分先端から取り出したリード

シャウティングチキンの首（喉）にはリード付きの笛が取り付けられており、笛の取り付け方向およびリード枚数に応じて以下の 1. または 2. あるいは両方のタイミングで音が出る作りとなっている。
1. 胴体を圧迫 → 空気が喉を通って口から排出される
2. 圧迫を完了して胴体の形状が元に戻る → 空気が口から喉へ流入する

以上より、発声は首（喉）にて行い、胴体は喉に空気を通過させるためのポンプとして働く。従って、首と胴体を分離し、首を別のポンプ代わりになるもの（掃除機、風船、自転車の空気いれ等）に取り付けた場合でも発声は可能であり、様々な#用途に改造できる。

## 起源
シャウティングチキンの詳細な起源は不明だが、老舗店として米国ソルトレイクシティの会社、ロフタス・インターナショナルが知られる。同社では1960年代初頭からシャウティングチキン（同社における製品名はラバーチキン Rubber chicken）を販売している。

## 用途
主にジョークグッズ、コメディ用品等に使用される。

### 使用例

#### ジョークグッズとして
- アメリカ空軍儀仗兵の新兵訓練[3]

- インディアナ州の警察学校の新人訓練[4]

#### コメディ・お笑いとして
- 紺野ぶるま（シャウティングチキンをお笑いの小道具として使用）

#### 研究対象として
- 群馬県立藤岡中央高等学校理数科の部活動「F.C.Lab」による研究発表[5]

#### その他
- youtube等の動画配信サービスにおいて楽器として使用された動画や、様々な用途に改造されたシャウティングチキンによる動画が投稿されている[6]。